# 쓰루야 미사키
쓰루야 미사키(일본어: 鶴屋 美咲, 2003년 4월 18일~)는 일본의 여성 배우이자, 가수이며 댄서이다. 현재 일본 여성 아이돌 그룹 Girls 2의 리더 역할을 맡고 있다.